# Nastasen

Nastasen fue un monarca de reino de Kush de ca 335 a. C. a ca. 315 - 310 a. C. 

## Biografía
Según se lee en una estela de Dongola, la madre de Nastasen era la reina Pelka, y el padre pudo haber sido el rey Harsiyotef. 

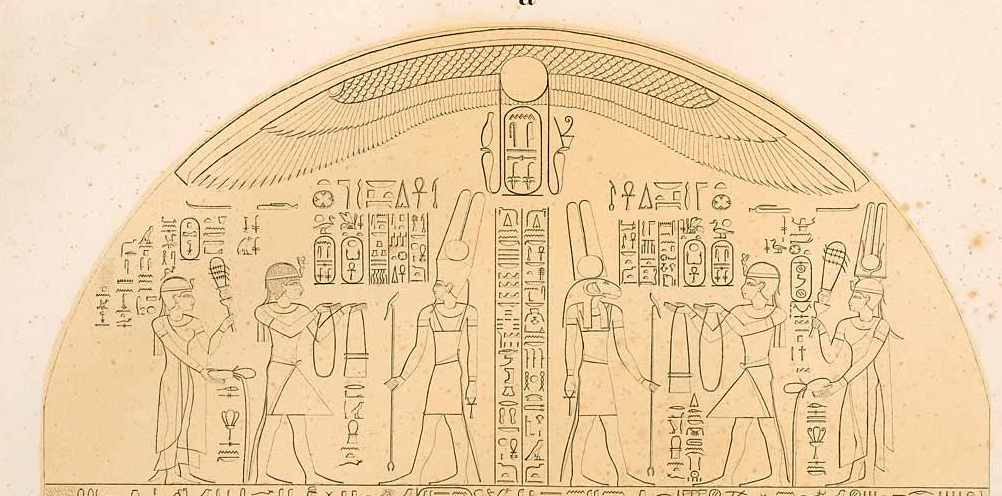
Ilustración de parte superior de la estela de Dongola (1849 - 1859). Nastasen con su madre y con su esposa: las reinas Pelja (izquierda) y Sejmaj (derecha).

Durante su reinado, Nastasen contuvo a unos invasores del Alto Egipto. En el monumento de Nastasen, se hace mención del jefe de los invasores con el nombre de Kambasuten, que puede ser una variación local de Jabbash. Jabbash era un dirigente que había hecho campaña contra los persas hacia el año 338 a. C. Su invasión de Kush fue un fracaso, y Nastasen afirmaba haber obtenido mediante su victoria un buen botín en el que se contaban barcos magníficos.

### Muerte y sucesión
Nastasen fue enterrado en Nuri en la pirámide n.º 15; y su esposa, la reina Sejmaj, en la n.º 56. Este rey fue el último en ser enterrado en esa necrópolis. 
El sucesor de Nastasen fue su hijo Aryamani.

## Testimonios de su época
Nastasen aparece representado en varios objetos:
- Ushebtis.
- Mango de un espejo de plata.
- Estela conservada en el Museo Egipcio de Berlín (Ägyptisches Museum und Papyrussammlung).

|                   |       |         |     |     |
| \| \| \| \| \| \| |       |         |     |     |
|                   |       |         |     |     |
| n                 | i · s | N18 · z | M23 | M23 |

| n | i · s | N18 · z | M23 | M23 |

|  |

|             |     |     |
| \| \| \| \| |     |     |
|             |     |     |
| N5          | D28 | S34 |

| N5 | D28 | S34 |

|                   |       |         |     |     |
| \| \| \| \| \| \| |       |         |     |     |
|                   |       |         |     |     |
| n                 | i · s | N18 · z | M23 | M23 |

| n | i · s | N18 · z | M23 | M23 |

|  |

|             |     |     |
| \| \| \| \| |     |     |
|             |     |     |
| N5          | D28 | S34 |

| N5 | D28 | S34 |

|                   |       |         |     |     |
| \| \| \| \| \| \| |       |         |     |     |
|                   |       |         |     |     |
| n                 | i · s | N18 · z | M23 | M23 |

| n | i · s | N18 · z | M23 | M23 |

|  |

|             |     |     |
| \| \| \| \| |     |     |
|             |     |     |
| N5          | D28 | S34 |

| N5 | D28 | S34 |

|                   |       |         |     |     |
| \| \| \| \| \| \| |       |         |     |     |
|                   |       |         |     |     |
| n                 | i · s | N18 · z | M23 | M23 |

| n | i · s | N18 · z | M23 | M23 |

|  |

|             |     |     |
| \| \| \| \| |     |     |
|             |     |     |
| N5          | D28 | S34 |

| N5 | D28 | S34 |

- Datos: Q709309
- Multimedia: Nastasen / Q709309